# Gerard Bosch van Drakestein
Gerard Dagobert Henri Bosch van Drakestein (24 de julio de 1887-20 de marzo de 1972) fue un deportista neerlandés que compitió en ciclismo en la modalidad de pista.
Participó en tres Juegos Olímpicos de Verano, obteniendo dos medallas, bronce en París 1924 y plata en Ámsterdam 1928. Ganó una medalla de bronce en el Campeonato Mundial de Ciclismo en Pista de 1923.

## Medallero internacional
| Juegos Olímpicos   | Juegos Olímpicos         | Juegos Olímpicos  | Juegos Olímpicos         |
| Año                | Lugar                    | Medalla           | Competición              |
| ------------------ | ------------------------ | ----------------- | ------------------------ |
| 1924               | París (Francia)          | Medalla de bronce | Tándem                   |
| 1928               | Ámsterdam (Países Bajos) | Medalla de plata  | 1 km contrarreloj        |
| Campeonato Mundial |                          |                   |                          |
| Año                | Lugar                    | Medalla           | Competición              |
| 1923               | Zúrich (Suiza)           | Medalla de bronce | Velocidad individual (A) |